# 平山令明
平山 令明（ひらやま のりあき、1948年 - ）は、日本の生化学者、東海大学特任教授。

## 略歴
茨城県生まれ。1974年東京工業大学大学院修了、1982年理学博士。協和醗酵工業東京研究所主任研究員、ロンドン大学博士研究員、東海大学開発工学部生物工学科教授を経て、2002年より東海大学医学部基礎医学系教授。2014年定年、特任教授。現在の研究課題は、in silico創薬法の研究とそれを応用した難病治療薬の分子設計研究および医薬分子副作用の分子メカニズムの研究。

## 著書
- 『生命科学のための結晶解析入門 タンパク質結晶解析のてびき』丸善 1996
- 『分子レベルで見た薬の働き 新しい薬に挑む生命科学』講談社 (ブルーバックス)1997
- 『化学・薬学のためのX線解析入門』丸善 1998
- 『分子レベルで見た体のはたらき いのちを支えるタンパク質を視る』講談社 (ブルーバックス)1998
- 『CD-ROMで見る華麗なる分子の世界 β-カロチンから環境ホルモンまで』丸善 1999
- 『有機結晶作製ハンドブック』編著 丸善 2000
- 『暗記しないで化学入門 電子を見れば化学はわかる』講談社 (ブルーバックス)2000
- 『知っておきたい薬の常識』2000 講談社現代新書
- 『実践量子化学入門 分子軌道法で化学反応が見える』講談社 (ブルーバックス)2002
- 『ChemSketchで書く簡単化学レポート 最新化学レポート作成ソフトの使い方入門』講談社 (ブルーバックス)2004
- 『暗記しないで化学入門 無機化学編』講談社 (ブルーバックス 2006
- 『熱力学で理解する化学反応のしくみ 変化に潜む根本原理を知ろう』講談社 (ブルーバックス) 2008
- 『有機化合物結晶作製ハンドブック 原理とノウハウ』編著 丸善 2008
- 『分子レベルで見た薬の働き 生命科学が解き明かす薬のメカニズム』講談社 (ブルーバックス) 2009
- 『やさしい分子薬理学 分子構造から薬理活性へ』共立出版 2010
- 『X線が拓く科学の世界 基礎知識から人体に対する影響、医療への応用、宇宙探査、犯罪捜査、分子の世界の解明まで』ソフトバンククリエイティブ (サイエンス・アイ新書) 2011
- 『結晶とはなにか 自然が作る対称性の不思議』講談社 (ブルーバックス) 2012
- 『「香り」の科学 匂いの正体からその効能まで』講談社 (ブルーバックス) 2017
- 『カラー図解分子レベルで見た体のはたらき いのちを支えるタンパク質を視る』講談社 (ブルーバックス) 2018

### 翻訳
- Gary Walsh 『タンパク質ハンドブック』中村和靖, 西矢芳昭, 山下光雄共訳 丸善 2003
- D.Blow『ブロウ生命系のためのX線解析入門』化学同人 2004

## 論文
- 平山令明